# Japans regioner

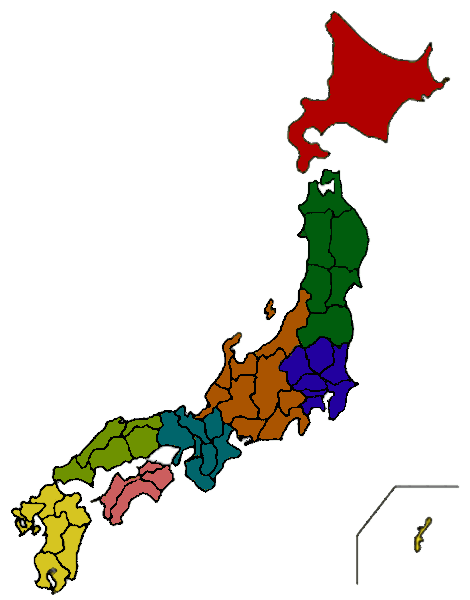
Karta över Japans regioner. Från norr till söder: Hokkaido (vinröd), Tohoku (mörkgrön), Kanto (blå), Chubu (brun), Kansai (blågrön), Chugoku (ljusgrön), Shikoku (rosa) and Kyushu (gul).

Japan är uppdelat i åtta regioner (samt tre underregioner):
- Chubu
  - Hokuriku
  - Koshinetsu
  - Tōkai
- Chugoku
- Hokkaido
- Kanto
- Kansai (Kinki)
- Kyushu
- Shikoku
- Tohoku

Varje region innefattar ett antal prefekturer. Regionen Hokkaido är speciell eftersom den endast innefattar en enda prefektur. Regionerna är inte administrativa enheter utan kan jämföras med Sveriges landsdelar då de är den traditionella geografiska uppdelning av Japan som görs i skolans geografi. Japan har även åtta högre domstolar, men deras ansvarsområde sammanfaller inte helt med regionerna.